# Aidan McHugh
Aidan McHugh (* 9. Juli 2000 in Glasgow, Schottland) ist ein britischer Tennisspieler aus Schottland.

## Persönliches
McHugh wird von 77 Sports Management betreut, der Firma von Andy Murray. Er trainiert in Glasgow und ist Teil des LTA-Stipendien-Programms.

## Karriere
McHugh war erfolgreicher Jugendspieler. Auf der ITF Junior Tour erreichte er mit Platz 8 im Februar 2018 seine höchste Platzierung in der Junior-Rangliste. Bei den Australian Open 2018 erreichte er mit dem Halbfinaleinzug sein bestes Resultat bei einem Grand-Slam-Turnier. Im Doppel erreichte er bei selbigem Turnier und in Wimbledon jeweils das Viertelfinale.
Bei den Profis spielte McHugh ab 2016 auf der ITF Future Tour. 2018 war er dort erstmals erfolgreich und schaffte dreimal im Einzel den Sprung in ein Future-Endspiel – zweimal blieb er siegreich. Im Doppel gewann er ebenfalls seinen ersten Titel. 2019 erreichte er drei Finals im Einzel und gewann ein Turnier, während er im Doppel seinen zweiten Titel gewann. Das Jahr schloss er im Einzel auf Platz 585 und im Doppel auf Rang 820 der Tennisweltrangliste ab. 2020 wurden nur wenige Turniere gespielt, sodass er sein Ranking beibehielt.
2021 gelangen McHugh erstmals vier Future-Finals zu erreichen, von denen er eines zu seinem vierten Titel verwerten konnte. Erstmals verbuchte er zudem Erfolge auf der ATP Challenger Tour. In Nottingham gewann er erstmals ein Match auf diesem Niveau, indem er die Nummer 105 der Welt, Michail Kukuschkin, schlug. In der zweiten Runde schied er aus. Drei weitere Male kämpfte er sich durch die Qualifikation der Challengers und erreichte die zweite Runde. In Knoxville schaffte er erstmals den Sprung in ein Viertelfinale. 2018, 2019 und 2021 bekam er jeweils eine Wildcard für das Qualifikationsfeld von Wimbledon, einen Satz konnte er dort aber bislang nicht gewinnen. Das einzige Hauptfeld oberhalb der Challenger spielte McHugh 2021 im Doppel von Wimbledon. Dort konnte er mit Alastair Gray auch seinen ersten Sieg verzeichnen, indem sie Roman Jebavý und Jiří Veselý aus Tschechien schlugen. In der zweiten Runde verloren sie gegen Lloyd Glasspool und Harri Heliövaara in der Verlängerung des dritten Satzes. Als Ersatzspieler rückte er an der Seite von Emily Webley-Smith im Mixed ebenfalls ins Hauptfeld, wo sie aber an der Auftakthürde scheiterten. Im Februar 2022 erreichte McHugh mit Platz 298 sein Karrierehoch im Einzel. Selbiges erlangte er im Doppel im Juli 2021 mit Rang 388.